# Janesville Assembly
Janesville Assembly was een autoassemblagefabriek van de Amerikaanse autoreus General Motors (GM) in Janesville in de staat Wisconsin. De fabriek werd geopend in 1919 en was daarmee, tot de sluiting in april 2009, de oudste nog in gebruik zijnde fabriek binnen General Motors. In mei 2018 werd begonnen met de sloop van het complex.

## Geschiedenis
De fabriek werd gebouwd door Samson Tractor voor de productie van tractoren. Toen die niet verkocht raakten, kocht General Motors in 1923 de fabriek, die werd omgebouwd voor de productie van Chevrolet. Tijdens de Grote Depressie in de jaren 1930 lag de fabriek een tijdlang stil. Tijdens de Tweede Wereldoorlog werd in de fabriek ook artillerie gemaakt. Jarenlang werden bij Janesville Assembly pick-ups en SUV's gemaakt zoals de Chevrolet Tahoe.
In 1994 begon de fabriek ook medium pick-ups van Isuzu te assembleren, volgend op het partnerschap van dat Japanse merk met General Motors. De gestegen brandstofprijzen en de economische crisis drukten eind jaren 2000 op de verkopen van pick-ups en SUV's, en General Motors besloot de fabriek te sluiten. Op 23 december 2008 rolde de laatste SUV van de band; op 21 april 2009 gevolgd door de laatste vrachtwagen.

## Gebouwde modellen
| Afbeelding | Model              |
| ---------- | ------------------ |
|            | Chevrolet Suburban |
|            | Chevrolet Tahoe    |
|            | GMC Yukon (- XL)   |
|            | GMT900             |